# スナック ハッピーシャワー
スナック ハッピーシャワーは、日本のシンガーソングライター、熱田有香が2019年から毎月開催している音楽イベント。
自身の音楽的ルーツとも言える昭和歌謡に特化したイベント歌謡ライブショー。
札幌を中心に北海道内各地で開催しているが、台湾のファンからの熱心なラブコールに応え、2022年1月には台北市で初めて開催された。